# 金貞均
金 貞均（キム・ジョンギュン、朝:김정균、1943年8月5日 -）は、北朝鮮の指揮者、作曲家、朝鮮民主主義人民共和国国立交響楽団准首席指揮者、金元均名称平壌音楽大学指揮科教授。

## 経歴
平壌生まれ。1957年に平壌音楽大学（現、金元均名称平壌音楽大学）に入学し、ピアノを専攻した。大学の交響楽団では、打楽器奏者としても活動した。
大在学中に指揮に転向し、卒業後、平安南道の芸術団と万寿台芸術団の指揮者を経て、朝鮮民主主義人民共和国国立交響楽団の指揮者となった。
旧ソ連、チェコなどで、朝鮮芸術団の指揮者として活動した経験をもつ。
 2005年1月に功勲芸術家称号を授与された。

## レパートリー
北朝鮮の創作曲と、モーツァルト、ベートーヴェン、ブラームス、チャイコフスキー、ショスタコーヴィチなどの西洋のクラシック音楽、韓国の作曲家尹伊桑の交響曲第2番をはじめとした現代音楽作品をレパートリーとしている。

## 作品
作曲家としても活動しており、『明けるな平壌の夜よ』『交響組曲 先軍長征の道』などの作品がある。